# エラ・メイ
エラ・メイ（Ella Mai、本名: Ella Mai Howell、1994年11月3日 - ）は、イギリス・ロンドン出身のシンガーソングライター、R&Bミュージシャン。
2016年から2018年にかけて3枚のEP『Time』『Change』『Ready』をリリース。2018年10月にデビュー・アルバム『Ella Mai』をリリースし、シングル「Boo’d Up」が全米5位の大ヒットを記録する。同曲はグラミー賞の最優秀楽曲賞にノミネートされ最優秀R&B楽曲賞を受賞した。

## 来歴

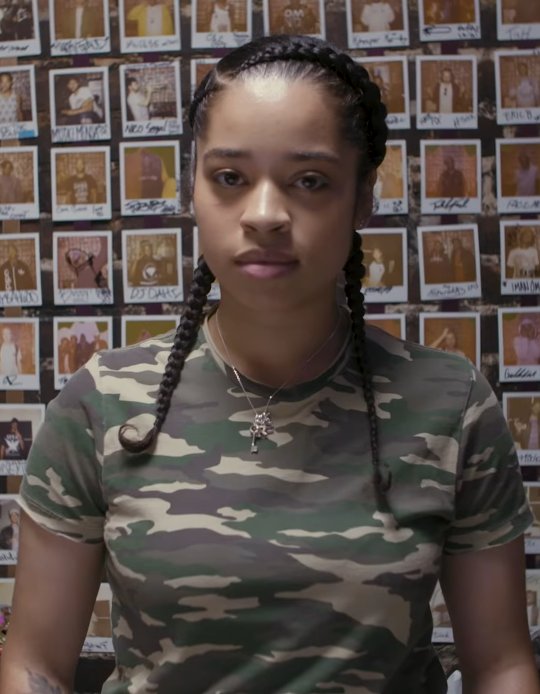
エラ・メイ（2017年）

1994年11月3日、エラ・メイはロンドンでジャマイカ人の母とアイルランド人の父の間に生まれた。彼女の名前はアメリカのジャズ音楽を愛していた母親がエラ・フィッツジェラルドにちなんで付けたという。エラ・メイは12歳でロンドンからニューヨークに移り住み、クイーンズ区グレンオークスのクイーンズ高等教職学校を卒業した後、イギリスに帰国した。
2014年からブリティッシュ・アンド・アイリッシュ・モダン・ミュージック・インスティテュート・ロンドン（BIMMロンドン）で音楽を学び、トリオ「Arize」の一員としてXファクター（シーズン11）に出場したがオーディションに落ち、その後まもなくグループは解散した。
2015年にソロEP『Troubled』をSoundCloudにアップロードしたところ、アメリカのプロデューサーDJマスタードに見いだされ、彼のレコードレーベルである10 Summers Recordsと契約した。
2016年2月、EP三部作の第一弾となる『Time』をリリースした。2016年11月には2作目のEP『Change』を、2017年2月には3作目のEP『Ready』をリリースした。 3作目のEPに収録された「Boo’d Up」はじわじわと人気を拡大し、2018年春にはラジオのエアプレイで曲が一気に広まる。
2018年4月26日、「Boo’d Up」のミュージックビデオを公開したことから大ヒットを記録し、米Billboard Hot 100で最高5位を記録する。ローリング・ストーン誌はこのシングルを「過去10年間でブレイクした女性R&Bシンガーによる最大のシングルの1つ」と評した。8月3日にはシングル「Trip」をリリースし、全米11位を記録する。
2018年10月12日、一連のヒット曲を収録したデビューアルバム『エラ・メイ』 (Ella Mai) をリリースする。第61回グラミー賞では「Boo'd Up」が最優秀楽曲賞にノミネート、最優秀R&B楽曲賞を受賞し、第62回グラミー賞ではアルバム『エラ・メイ』が最優秀R&Bアルバム賞にノミネートされた。
2020年10月2日にシングル「Not Another Love Song」をリリース 。2022年1月28日に「DFMU」をリリースし、同年3月28日にはセカンド・アルバムとなる『ハート・オン・マイ・スリーブ』 (Heart on My Sleeve) を同年5月6日リリースすることを発表。

## ディスコグラフィ
スタジオ・アルバム
- 『エラ・メイ』Ella Mai (2018)
- 『ハート・オン・マイ・スリーブ』 Heart on My Sleeve (2022)